# الأوردوفيشي الأوسط
الأوردوفيشي الأوسط (باللاتينية: Middle Ordovician)، وهي ثاني فترة أو نسق من نظام أو العصر الأوردوفيشي، امتد من 471.3  ± 1.4 إلى 458.2  ± 0.7 مليون سنة مضت، لمدة 13.1 مليون سنة تقريبا.

## المقطع النموذجي
إن نقطة ومقطع طبقة الحدود العالمية (GSSP) لبداية الأوردوفيشي الأوسط هي نفس نقطة ومقطع مرحلة الدابنغي عند «قطاع هوانغهوتشانغ» (30°51′38″N 111°22′26″E / 30.8605°N 111.3740°E) في قرية هوانغهوتشانغ مدينة ييتشانغ الصين. وهو نتوء تكوين داوان. وتعرف قاعدنه بأول ظهور لأنواع مخروطيات الأسنان البالتونيدوس تريانغولاريس (Baltoniodus triangularis) فوق قاعدة تكوين داوان على ارتفاع 10.57 متر. بالنسبة إلى حدوده العلوية فهي نفس حدود مرحلة الداريولي العلوية التي حددت بأول ظهور لأنواع الجرابتوليت نيماغرابتوس غراسيليس (Nemagraptus gracilis).

## الأقسام الفرعية
تم تقسيم الأوردوفيشي الأوسط بواسطة اللجنة الدولية للطبقات لمرحلتين (من الأدنى للأعلي):
- الدابنغي: 471.3  ± 1.4 إلى 469.4  ± 0.9 مليون سنة مضت، لمدة 1.9 مليون سنة تقريبا[6][7]
- الداريولي: 469.4  ± 0.9 إلى 458.2  ± 0.7 مليون سنة مضت، لمدة 11.2 مليون سنة تقريبا[6][7]

| العصر       | الفترة     | المرحلة     | أهم الأحداث | البداية (م.س.مضت) |
| ----------- | ---------- | ----------- | --- | ----------------- |
| السيلوري    | اللاندوفري | الروداني    | أحدث | أحدث              |
| الأوردوفيشي | المتأخر    | الهيرنانتي  | - أحداث جيولوجية: - أحداث حيوية : بداية حدث الأوردوفيشي العظيم للتنوع الحيوي مع زيادة عدد العوالق: تنوع اللافقاريات إلى العديد من الأنواع الجديدة (خاصة عضديات الأرجل والرخويات؛ على سبيل المثال رأسيات الأرجل ذات الصدفة الطويلة المستقيمة مثل مستقيمات القرن الطويلة والمتنوعة). ظهور المرجان، وعضديات الأرجل (مثل أورثيدا، والستروفومنيدا، الخ.)، وذوات الصدفتين، ورأسيات الأرجل (البحاريات)، والثلاثيات الفصوص، والصدفيات، والحيوانات الحزازية، وأنواع كثيرة من شوكيات الجلد (براعم البحر، والكيسانيات، وزنابق البحر، وقنافذ البحر، وخيار البحر، والأشكال الشبيهة بالحيوانات النجمية، إلخ)، والجرابتوليتات المتشعبة، وأصناف أخرى شائعة. لا زالت الاكريتاركات موجودة وشائعة. أصبحت رأسيات الأرجل مهيمنة وشائعة، مع ميل بعضها إلى الصدفة الحلزونية. تناقص الأنومالوكاريدات. ظهرت النوتيانيات الغامضة. ظهرت أسماك عريضات الأجنحة وقوقعيات الأدمة، وربما كانت الأخيرة سبباً في ظهور الأسماك الفكية في نهاية العصر. ظهرت الفطريات البرية الغير مثيرة للجدل والنباتات الأرضية بالكامل. العصر الجليدي في نهاية هذا العصر، فضلاً عن سلسلة من أحداث الانقراضات الجماعية، مما أدى إلى مقتل بعض رأسيات الأرجل والعديد من عضديات الأرجل، والحيوانات الحزازية، وشوكيات الجلد، والجرابتولايت، وثلاثيات الفصوص، والمحاريات، والشعاب المرجانية، ومخروطيات الأسنان. | 445.2 ± 0.9       |
| الأوردوفيشي | المتأخر    | الكاتي      | - أحداث جيولوجية: - أحداث حيوية : بداية حدث الأوردوفيشي العظيم للتنوع الحيوي مع زيادة عدد العوالق: تنوع اللافقاريات إلى العديد من الأنواع الجديدة (خاصة عضديات الأرجل والرخويات؛ على سبيل المثال رأسيات الأرجل ذات الصدفة الطويلة المستقيمة مثل مستقيمات القرن الطويلة والمتنوعة). ظهور المرجان، وعضديات الأرجل (مثل أورثيدا، والستروفومنيدا، الخ.)، وذوات الصدفتين، ورأسيات الأرجل (البحاريات)، والثلاثيات الفصوص، والصدفيات، والحيوانات الحزازية، وأنواع كثيرة من شوكيات الجلد (براعم البحر، والكيسانيات، وزنابق البحر، وقنافذ البحر، وخيار البحر، والأشكال الشبيهة بالحيوانات النجمية، إلخ)، والجرابتوليتات المتشعبة، وأصناف أخرى شائعة. لا زالت الاكريتاركات موجودة وشائعة. أصبحت رأسيات الأرجل مهيمنة وشائعة، مع ميل بعضها إلى الصدفة الحلزونية. تناقص الأنومالوكاريدات. ظهرت النوتيانيات الغامضة. ظهرت أسماك عريضات الأجنحة وقوقعيات الأدمة، وربما كانت الأخيرة سبباً في ظهور الأسماك الفكية في نهاية العصر. ظهرت الفطريات البرية الغير مثيرة للجدل والنباتات الأرضية بالكامل. العصر الجليدي في نهاية هذا العصر، فضلاً عن سلسلة من أحداث الانقراضات الجماعية، مما أدى إلى مقتل بعض رأسيات الأرجل والعديد من عضديات الأرجل، والحيوانات الحزازية، وشوكيات الجلد، والجرابتولايت، وثلاثيات الفصوص، والمحاريات، والشعاب المرجانية، ومخروطيات الأسنان. | 452.8 ± 0.7       |
| الأوردوفيشي | المتأخر    | الساندبي    | - أحداث جيولوجية: - أحداث حيوية : بداية حدث الأوردوفيشي العظيم للتنوع الحيوي مع زيادة عدد العوالق: تنوع اللافقاريات إلى العديد من الأنواع الجديدة (خاصة عضديات الأرجل والرخويات؛ على سبيل المثال رأسيات الأرجل ذات الصدفة الطويلة المستقيمة مثل مستقيمات القرن الطويلة والمتنوعة). ظهور المرجان، وعضديات الأرجل (مثل أورثيدا، والستروفومنيدا، الخ.)، وذوات الصدفتين، ورأسيات الأرجل (البحاريات)، والثلاثيات الفصوص، والصدفيات، والحيوانات الحزازية، وأنواع كثيرة من شوكيات الجلد (براعم البحر، والكيسانيات، وزنابق البحر، وقنافذ البحر، وخيار البحر، والأشكال الشبيهة بالحيوانات النجمية، إلخ)، والجرابتوليتات المتشعبة، وأصناف أخرى شائعة. لا زالت الاكريتاركات موجودة وشائعة. أصبحت رأسيات الأرجل مهيمنة وشائعة، مع ميل بعضها إلى الصدفة الحلزونية. تناقص الأنومالوكاريدات. ظهرت النوتيانيات الغامضة. ظهرت أسماك عريضات الأجنحة وقوقعيات الأدمة، وربما كانت الأخيرة سبباً في ظهور الأسماك الفكية في نهاية العصر. ظهرت الفطريات البرية الغير مثيرة للجدل والنباتات الأرضية بالكامل. العصر الجليدي في نهاية هذا العصر، فضلاً عن سلسلة من أحداث الانقراضات الجماعية، مما أدى إلى مقتل بعض رأسيات الأرجل والعديد من عضديات الأرجل، والحيوانات الحزازية، وشوكيات الجلد، والجرابتولايت، وثلاثيات الفصوص، والمحاريات، والشعاب المرجانية، ومخروطيات الأسنان. | 458.2 ± 0.7       |
| الأوردوفيشي | الأوسط     | الداريولي   | - أحداث جيولوجية: - أحداث حيوية : بداية حدث الأوردوفيشي العظيم للتنوع الحيوي مع زيادة عدد العوالق: تنوع اللافقاريات إلى العديد من الأنواع الجديدة (خاصة عضديات الأرجل والرخويات؛ على سبيل المثال رأسيات الأرجل ذات الصدفة الطويلة المستقيمة مثل مستقيمات القرن الطويلة والمتنوعة). ظهور المرجان، وعضديات الأرجل (مثل أورثيدا، والستروفومنيدا، الخ.)، وذوات الصدفتين، ورأسيات الأرجل (البحاريات)، والثلاثيات الفصوص، والصدفيات، والحيوانات الحزازية، وأنواع كثيرة من شوكيات الجلد (براعم البحر، والكيسانيات، وزنابق البحر، وقنافذ البحر، وخيار البحر، والأشكال الشبيهة بالحيوانات النجمية، إلخ)، والجرابتوليتات المتشعبة، وأصناف أخرى شائعة. لا زالت الاكريتاركات موجودة وشائعة. أصبحت رأسيات الأرجل مهيمنة وشائعة، مع ميل بعضها إلى الصدفة الحلزونية. تناقص الأنومالوكاريدات. ظهرت النوتيانيات الغامضة. ظهرت أسماك عريضات الأجنحة وقوقعيات الأدمة، وربما كانت الأخيرة سبباً في ظهور الأسماك الفكية في نهاية العصر. ظهرت الفطريات البرية الغير مثيرة للجدل والنباتات الأرضية بالكامل. العصر الجليدي في نهاية هذا العصر، فضلاً عن سلسلة من أحداث الانقراضات الجماعية، مما أدى إلى مقتل بعض رأسيات الأرجل والعديد من عضديات الأرجل، والحيوانات الحزازية، وشوكيات الجلد، والجرابتولايت، وثلاثيات الفصوص، والمحاريات، والشعاب المرجانية، ومخروطيات الأسنان. | 469.4 ± 0.9       |
| الأوردوفيشي | الأوسط     | الدابنغي    | - أحداث جيولوجية: - أحداث حيوية : بداية حدث الأوردوفيشي العظيم للتنوع الحيوي مع زيادة عدد العوالق: تنوع اللافقاريات إلى العديد من الأنواع الجديدة (خاصة عضديات الأرجل والرخويات؛ على سبيل المثال رأسيات الأرجل ذات الصدفة الطويلة المستقيمة مثل مستقيمات القرن الطويلة والمتنوعة). ظهور المرجان، وعضديات الأرجل (مثل أورثيدا، والستروفومنيدا، الخ.)، وذوات الصدفتين، ورأسيات الأرجل (البحاريات)، والثلاثيات الفصوص، والصدفيات، والحيوانات الحزازية، وأنواع كثيرة من شوكيات الجلد (براعم البحر، والكيسانيات، وزنابق البحر، وقنافذ البحر، وخيار البحر، والأشكال الشبيهة بالحيوانات النجمية، إلخ)، والجرابتوليتات المتشعبة، وأصناف أخرى شائعة. لا زالت الاكريتاركات موجودة وشائعة. أصبحت رأسيات الأرجل مهيمنة وشائعة، مع ميل بعضها إلى الصدفة الحلزونية. تناقص الأنومالوكاريدات. ظهرت النوتيانيات الغامضة. ظهرت أسماك عريضات الأجنحة وقوقعيات الأدمة، وربما كانت الأخيرة سبباً في ظهور الأسماك الفكية في نهاية العصر. ظهرت الفطريات البرية الغير مثيرة للجدل والنباتات الأرضية بالكامل. العصر الجليدي في نهاية هذا العصر، فضلاً عن سلسلة من أحداث الانقراضات الجماعية، مما أدى إلى مقتل بعض رأسيات الأرجل والعديد من عضديات الأرجل، والحيوانات الحزازية، وشوكيات الجلد، والجرابتولايت، وثلاثيات الفصوص، والمحاريات، والشعاب المرجانية، ومخروطيات الأسنان. | 471.3 ± 1.4       |
| الأوردوفيشي | المبكر     | الفلوي      | - أحداث جيولوجية: - أحداث حيوية : بداية حدث الأوردوفيشي العظيم للتنوع الحيوي مع زيادة عدد العوالق: تنوع اللافقاريات إلى العديد من الأنواع الجديدة (خاصة عضديات الأرجل والرخويات؛ على سبيل المثال رأسيات الأرجل ذات الصدفة الطويلة المستقيمة مثل مستقيمات القرن الطويلة والمتنوعة). ظهور المرجان، وعضديات الأرجل (مثل أورثيدا، والستروفومنيدا، الخ.)، وذوات الصدفتين، ورأسيات الأرجل (البحاريات)، والثلاثيات الفصوص، والصدفيات، والحيوانات الحزازية، وأنواع كثيرة من شوكيات الجلد (براعم البحر، والكيسانيات، وزنابق البحر، وقنافذ البحر، وخيار البحر، والأشكال الشبيهة بالحيوانات النجمية، إلخ)، والجرابتوليتات المتشعبة، وأصناف أخرى شائعة. لا زالت الاكريتاركات موجودة وشائعة. أصبحت رأسيات الأرجل مهيمنة وشائعة، مع ميل بعضها إلى الصدفة الحلزونية. تناقص الأنومالوكاريدات. ظهرت النوتيانيات الغامضة. ظهرت أسماك عريضات الأجنحة وقوقعيات الأدمة، وربما كانت الأخيرة سبباً في ظهور الأسماك الفكية في نهاية العصر. ظهرت الفطريات البرية الغير مثيرة للجدل والنباتات الأرضية بالكامل. العصر الجليدي في نهاية هذا العصر، فضلاً عن سلسلة من أحداث الانقراضات الجماعية، مما أدى إلى مقتل بعض رأسيات الأرجل والعديد من عضديات الأرجل، والحيوانات الحزازية، وشوكيات الجلد، والجرابتولايت، وثلاثيات الفصوص، والمحاريات، والشعاب المرجانية، ومخروطيات الأسنان. | 477.1 ± 1.2       |
| الأوردوفيشي | المبكر     | التريمادوشي | - أحداث جيولوجية: - أحداث حيوية : بداية حدث الأوردوفيشي العظيم للتنوع الحيوي مع زيادة عدد العوالق: تنوع اللافقاريات إلى العديد من الأنواع الجديدة (خاصة عضديات الأرجل والرخويات؛ على سبيل المثال رأسيات الأرجل ذات الصدفة الطويلة المستقيمة مثل مستقيمات القرن الطويلة والمتنوعة). ظهور المرجان، وعضديات الأرجل (مثل أورثيدا، والستروفومنيدا، الخ.)، وذوات الصدفتين، ورأسيات الأرجل (البحاريات)، والثلاثيات الفصوص، والصدفيات، والحيوانات الحزازية، وأنواع كثيرة من شوكيات الجلد (براعم البحر، والكيسانيات، وزنابق البحر، وقنافذ البحر، وخيار البحر، والأشكال الشبيهة بالحيوانات النجمية، إلخ)، والجرابتوليتات المتشعبة، وأصناف أخرى شائعة. لا زالت الاكريتاركات موجودة وشائعة. أصبحت رأسيات الأرجل مهيمنة وشائعة، مع ميل بعضها إلى الصدفة الحلزونية. تناقص الأنومالوكاريدات. ظهرت النوتيانيات الغامضة. ظهرت أسماك عريضات الأجنحة وقوقعيات الأدمة، وربما كانت الأخيرة سبباً في ظهور الأسماك الفكية في نهاية العصر. ظهرت الفطريات البرية الغير مثيرة للجدل والنباتات الأرضية بالكامل. العصر الجليدي في نهاية هذا العصر، فضلاً عن سلسلة من أحداث الانقراضات الجماعية، مما أدى إلى مقتل بعض رأسيات الأرجل والعديد من عضديات الأرجل، والحيوانات الحزازية، وشوكيات الجلد، والجرابتولايت، وثلاثيات الفصوص، والمحاريات، والشعاب المرجانية، ومخروطيات الأسنان. | 486.85 ± 1.5      |
| الكمبري     | الفورونجي  | المرحلة 10  | أقدم | أقدم              |